# Haemaphysalis campanulata
Haemaphysalis campanulata este o specie de căpușe din genul Haemaphysalis, familia Ixodidae, descrisă de Warburton în anul 1908. Conform Catalogue of Life specia Haemaphysalis campanulata nu are subspecii cunoscute.